# Uvaria faulknerae
Uvaria faulknerae är en kirimojaväxtart som beskrevs av Bernard Verdcourt. Uvaria faulknerae ingår i släktet Uvaria och familjen kirimojaväxter. IUCN kategoriserar arten globalt som starkt hotad. Inga underarter finns listade i Catalogue of Life.